# Píďalka podzimní
Píďalka podzimní, též vlnopásník ovocný nebo píďalka zimní menší, Operophtera brumata, je drobný motýl, jehož housenky poškozují listy dřevin žírem při rašení. Housenky vyžírají v listech zpočátku drobné otvory, které se postupně zvětšují a dochází až ke skeletaci listů. Píďalka podzimní je polyfág. Živí se na ovocných stromech, ale i na okrasných listnáčích, například dubech a jilmech, ale vezme zavděk i lišejníkem. Podle dostupných informací způsobuje příležitostně několikaleté holožíry.

## Synonyma
Pro organismus s označením píďalka podzimní je používáno více rozdílných názvů, například Cheimatobia brumata nebo Phalaena brumata.

## Zeměpisné rozšíření
Areál rozšíření píďalky podzimní zahrnuje Asii, Evropu a Severní Ameriku. V Evropě je běžným druhem, stejně tak i v ČR. Vyskytuje se v dubových lesích, parcích a v zahradách.

## Popis
Dospělci píďalky podzimní se vyznačují výrazným sexuálním dimorfismem. Samci jsou křídlatí, samice mají křídla redukovaná v pahýly. Rozpětí křídel samce je asi 30 mm, křídla jsou světle hnědá s tmavší kresbou. Délka těla samic je 8–10 mm, barva samic je šedohnědá. Housenky jsou zelenavé až hnědozelené, mají na hřbetě mají tmavý proužek a na bocích 3 žlutavě bílé pruhy. Vajíčka jsou oválná, zprvu světle zelená, později červenožlutá, nakonec šedá.

## Biologie

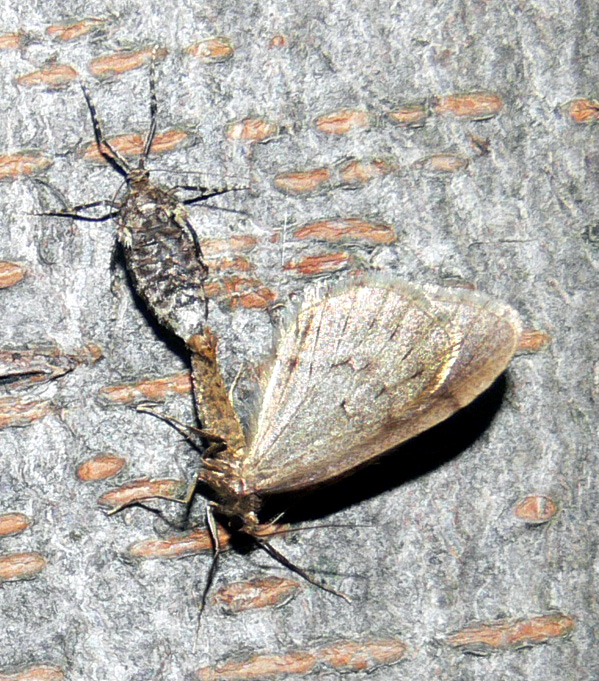
Páření.

Druh má v roce jen jednu generaci. Imaga se vyskytují od října do prosince, přes den odpočívají na kmenech stromů a s večerem aktivují. Samci vyhledávají čerstvě vylíhnuté samičky, které se s nimi páří a ihned po oplodnění kladou vajíčka do štěrbin kůry.
Přezimujícím stádiem je vajíčko. Housenky se líhnou v době rašení pupenů – v dubnu a květnu. Okusují květy, pupeny a listy, později ožírají i plody. Listy i květenství spřádají a zdržují se uvnitř smotků. Pro housenky je typický píďalkovitý pohyb. Žír zakončují v průběhu června a spouštějí se na vláknech na zem, kde se v hloubce kolem 5–10 cm kuklí, obvykle v řídkém zápředku.

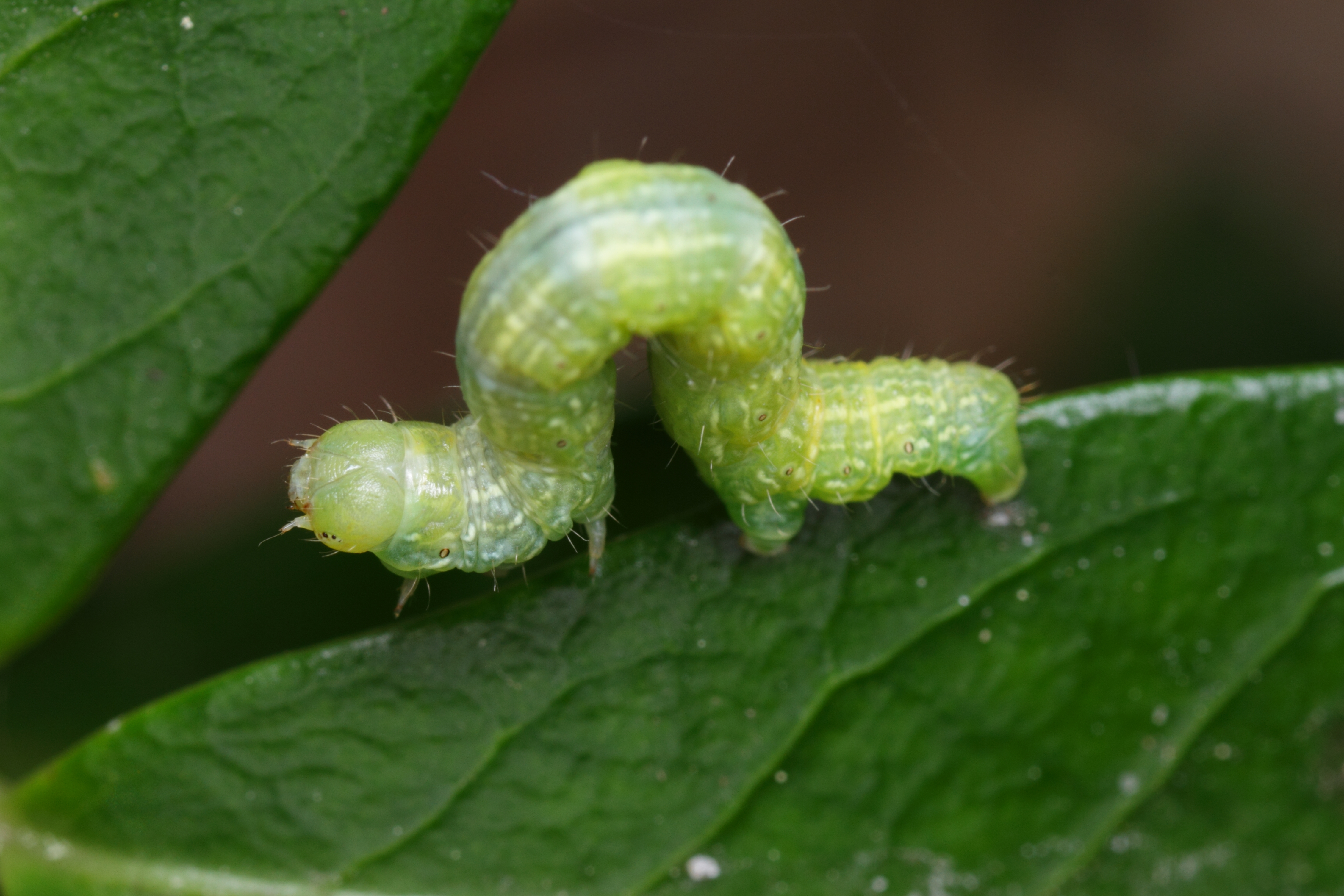
Píďalkovitý pohyb.
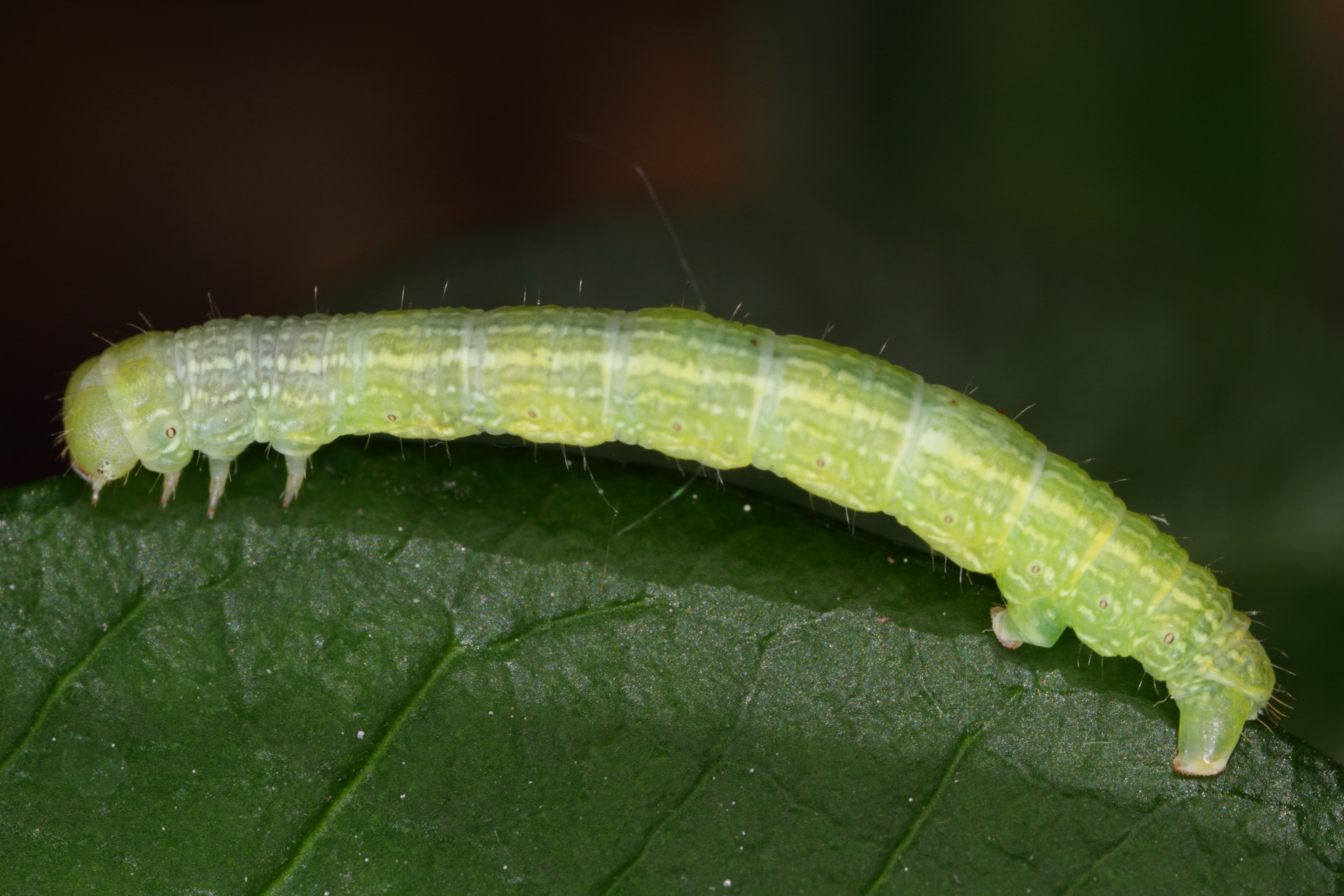

Píďalka podzimní je široký polyfág: Napadá ovocné dřeviny (např. třešně, meruňky, slivoně, jabloně), ale i mnoho rodů okrasných nebo lesních dřevin: dub (Quercus spp.), habr (Carpinus), buk lesní (Fagus sylvatica), lípy (Tillia spp.), javor, břízu, jilm a mnoho dalších.

## Význam
Housenky píďalky podzimní jsou jedněmi z nejvýznamnějších škůdců ovocných dřevin a lesních porostů listnatých stromů, především dubů. Způsobují odlistění dřeviny v květnu a červnu, poškození květů a plodů ovocných dřevin. Poškození se může několik let opakovat. Jsou známy škody na porostech u domácích pěstitelů marihuany (konopí seté).
Na napadených dřevinách je patrný žír na listech, květních poupatech, květech i plodech. V listech jsou vykousané drobné otvory, jež housenky postupně zvětšují, až zůstávají jen ohlodaná žebra listu.

### Ochrana rostlin

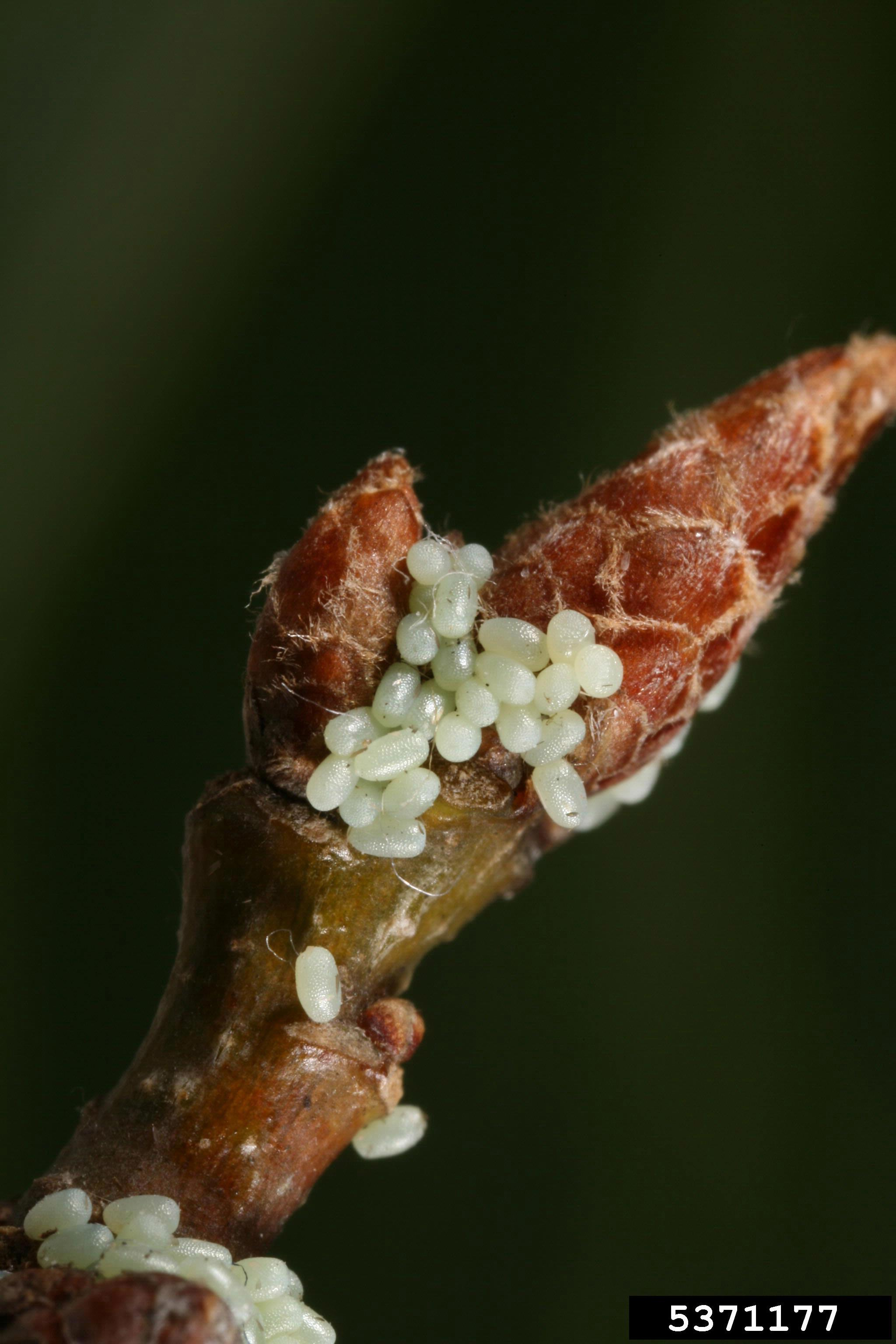
Vajíčka Operophtera brumata na buku.

Ochrana rostlin je možná pomocí biologického boje užitím bakterií Bacillus thuringiensis, dále se používají lepové pásy. Vhodná je podpora množství sýkor přezimujících v sadech vyvěšováním hnízdních ptačích budek.
Použitelnými insekticidy jsou:
- DIMILIN 48 SC
- EXPLICIT PLUS
- NURELLE D
- STEWARD
- STOCKER
- TREBON 10 F
- TREBON 30 EC